# Můj Janáček
Můj Janáček je název knihy Milana Kundery o životě a díle skladatele Leoše Janáčka. Kundera se v knize zamýšlí nad Janáčkovou osobností a tvorbou a srovnává je s dalšími světovými skladateli jeho doby.

## Charakteristika
Kniha nevelkého rozsahu je složena ze tří částí. První dvě části jsou eseje a třetí část je záznam rozhovoru Tomáše Sedláčka s Milanem Kunderou. Rozhovor byl zaznamenán ve Francii v letech 1991–2004 a odvysílán v Českém rozhlase Vltava u příležitosti 150. výročí narození Leoše Janáčka.
Knihu k vydání připravila Jitka Uhdeová. Druhé vydání v témže nakladatelství vyšlo v roce 2014 (ISBN 978-80-7108-350-4).